# Xenodon histricus
Espèce
Synonymes
- Heterodon histricus Jan, 1863
- Lystrophis histricus (Jan, 1863)

Xenodon histricus  est une espèce de serpents de la famille des Dipsadidae.

## Répartition
Cette espèce se rencontre :
- en Uruguay ;
- dans le sud du Brésil.

## Publication originale
- Jan, 1863 : Enumerazione sistematica degli ofidi appartenenti al gruppo Coronellidae. Archivio per la zoologia, l'anatomia e la fisiologia, vol. 2, no 2, p. 213-330 (texte intégral).